# DStv
DStv is een benaming voor de satellietontvanger in Zuidelijk Afrika (het staat dan ook voor digitale satelliet-televisie). Het werd opgericht in 1995. In Zuid-Afrika en in de buurlanden van Zuid-Afrika wordt het uitgezonden via de ku-Band, hierdoor heeft men slechts een kleine satellietschotel nodig, de rest van Afrika ontvangt het via de C-Band. Abonnees in Zuid-Afrika ontvangen ook de Zuid-Afrikaanse televisiezenders SABC 1, 2 en 3. Deze zenders zijn niet beschikbaar in de omringende landen, dit heeft te maken met de uitzendrechten per land, de rest van Afrika kan echter wel SABC Africa ontvangen.
DStv heeft ook aparte boeketten voor anderstalige kanalen, zo zijn er Portugese, Duitse, en Indische boeketten.

## Kanalen

### Lokaal
- M-Net
- M-Net Movie Magic
- M-Net Series
- Supersport
- KykNet (in het Afrikaans)
- Telly Track
- SABC Africa
- Summit TV (zakenzender)
- Channel O
- K-World (kinderzender)
- Go (tienerzender)
- MK89 (Afrikaanstalige muziekzender)
- MTV Base
- Mindset Learn
- AfricaMagic

### Internationaal
- ActionX
- Hallmark
- TCM
- ESPN
- E!
- Reality TV
- CNN
- BBC World
- BBC Prime
- BBC Food
- Sky News
- Discovery Channel
- National Geographic
- Fashion TV
- Cartoon Network
- MTV
- VH1
- CNBC
- Sky News
- Animal Planet
- History Channel
- Rhema Network
- TBN
- Travel Channel
- Boomerang (kinderzender)
- Bloomberg (zakenzender)

### Portugees boeket
- RTP Internacional
- SIC Internacional
- TV Globo Internacional

### Duits boeket
- Deutsche Welle
- Das Erste
- ZDF
- RTL
- SAT1
- 3 Sat
- Pro 7

### Indisch boeket
- Zee TV
- B4U
- Sony Entertainment Channel

### Anderstalige zenders
- TV5 Monde (Frans)
- BVN (Nederlands)
- RTP Internacional (Portugees)
- RAI (Italiaans)
- Iqra TV (Arabisch - islamitisch)
- CCTV 4 (Chinees)
- Deutsche Welle (Duits)
- ERT Sat (Grieks)